# Davud Ağa
 (décembre 2020).
Si vous disposez d'ouvrages ou d'articles de référence ou si vous connaissez des sites web de qualité traitant du thème abordé ici, merci de compléter l'article en donnant les références utiles à sa vérifiabilité et en les liant à la section « Notes et références ».
Davud Ağa, mort en 1598, est un architecte ottoman qui fut l'un des compagnons de Mimar Sinan.
Il fut nommé architecte en chef de l'Empire ottoman après la mort de Sinan.

## Biographie
Davud Ağa a grandi à Hasbahçe et est devenu l'architecte en chef du ministère des voies navigables de Kâğıthane. Il était le contremaître de Mimar Sinan dans les années 1570. Il a réparé les ponts et les arches détruits après la grande inondation qui a détruit Istanbul. Il a travaillé dans la construction de la mosquée Selimiye et de la mosquée Eski Valide. Il a construit la mosquée Mehmed Aga à Fatih en 1585. Après la mort de Sinan en 1588, il a été amené au poste de chef de l'architecture.
Il a achevé la mosquée Nişancı Painted Mehmed Pacha à Fatih, a trouvé le pavillon İncili et le manoir Sepetçiler, a participé à la construction de la mosquée Topkapı Ahmed Pacha, a construit la mosquée Takyeci et la mosquée Cerrah Mehmed Pacha. III en 1595. Il a construit le tombeau de Murat à Hagia Sophia. Un mois avant sa mort de la peste en 1599, il posa les fondations de la mosquée Yeni et commença sa construction.
L'art de Sinan continue dans ses œuvres. La mosquée Mehmed Ağa (Fatih Çarşamba), la mosquée Cedid Nişancı Mehmed Pacha (à Karagümrük), la mosquée Mesih Mehmed Pacha (Karagümrük), la mosquée Cerrah Mehmed Pacha, la mosquée Yeni (Bahçekapı) sont de grandes œuvres de mosquée. En dehors des tombes de Mehmed Ağa et Mehmed Pachas, qui ont donné leurs noms aux mosquées, Sinan Pacha, Gazanfer Ağa, Siyavuş Pasha, III. Il a également fait les tombes de Murat.